# Santa Aldegunda
Aldegunda (llatí: Aldegundis) (c. 639–684) va ser una noble i abadessa franca. Va estar íntimament relacionada amb la família reial Merovíngia. Els seus pares van ser Sant Waldebert, comte de Guines, i Santa Bertília. Va viure a Flandes a la província del Comtat d'Hainaut. Va ser tia de Santa Maldaberta i de Santa Aldetrudis, les quals també van ser abadesses al monestir que ella mateixa fundaria. Santa Aldegunda és una de les santes més famoses del que Aline Hornaday anomenaria la línia merovíngia de sants. La seva festivitat se celebra el 30 de gener.
Aldegunda va ser festejada pel rei d'Anglaterra però el va rebutjar per escollir la via de la virginitat i la vida religiosa. Juntament amb la seva germana, Santa Valdetrudis, va fundar una petita infermeria que amb el temps arribaria a ser la famosa abadia de monges benedictines de Maubeuge (França, molt a prop de la frontera amb Bèlgica) i on va ser la primera abadessa. Segons les cròniques, va morir d'un càncer de pit.
Hi ha molts escrits sobre la seva vida, però cap d'ells contemporanis a la santa. Alguns d'ells, inclosa la biografia que el segle x va escriure Hucbald, van ser publicats pels Bol·landistes.